# Kodagina Gowramma
Mrs. B. T. Gopal Krishna (Madikeri, Raj Britànic, 1912 – Coorg, Raj Britànic, 1939), més coneguda com a Kodagina Gowramma, fou una escriptora índia, feminista i col·laboradora del Moviment per la Llibertat de l'Índia.

## Biografia
Gowramma nasqué el 1912 a Madikeri i es va casar amb B. T. Gopal Krishna a Coorg, una província del Raj Britànic. Va estudiar en un convent i després d'acabar els estudis començà a interessar-se per la literatura. Convidà a sa casa a Mohandas Gandhi i donà la seua fortuna a la Fundació Welfare. A més a més de dedicar-se a escriure, lluità pels drets de les dones.
Va morir quan només tenia 27 anys, el 13 d'abril del 1939, ofegada en una piscina.

## Obres
Gowramma va escriure en kanarés amb el pseudònim Kodagina Gowramma.(1) Les seues històries, com ara Aparaadhi Yaaru (Qui és el criminal?), Vaaniya Samasye, Aahuthi i Manuvina Raani, tingueren gran repercussió al seu país amb el pas del temps. El conte Manuvina Raani li donà molta fama. Les col·leccions de relats Kambani (Llàgrimes) i Chiguru (Tret) foren publicades pòstumes.(3)

## Llegat
Dècades després, la seua obra inspirà l'escriptora índia Triveni. Un volum amb relats de Gowramma es publicà amb el títol Mareyalagada Kathegalu, amb un prefaci escrit per Vaidehi.(4)